# Otto Lehmann (Physiker)

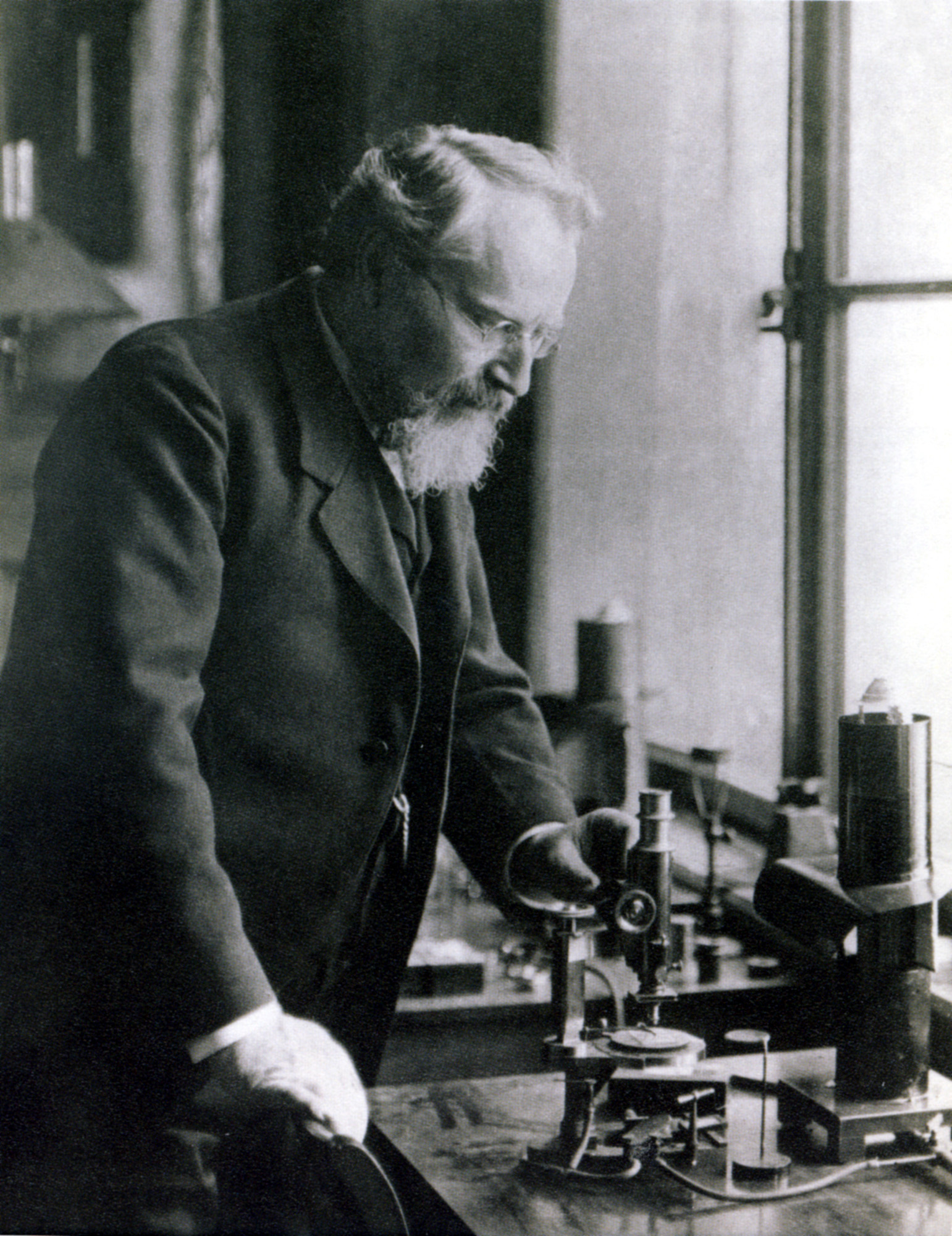
Otto Lehmann um 1907 in seinem Labor an der TH Karlsruhe

Otto Lehmann (* 13. Januar 1855 in Konstanz; † 17. Juni 1922 in Karlsruhe) war ein deutscher Physiker und geistiger Vater der Flüssigkristall-Forschung.

## Lebensdaten
Lehmann studierte zwischen 1872 und 1877 Naturwissenschaften an der Universität Straßburg und promovierte anschließend bei Paul Heinrich von Groth, dem Begründer der Zeitschrift für Mineralogie und Kristallographie (1877), über physikalische Isomerie (Isomere sind Moleküle gleicher Summenformeln, aber unterschiedlicher Struktur). Zunächst wurde er Lehrer für Physik, Mathematik und Chemie an der Mittelschule von Mülhausen im Elsass, bevor er am 1. Oktober 1883 als Dozent für Physik an der damals Kgl. Technischen Hochschule in Aachen angestellt wurde.
1888 wurde Lehmann als Professor für Elektrotechnik an das Kgl. Sächsische Polytechnikum nach Dresden berufen. Doch bereits ein Jahr später wurde er Nachfolger von Heinrich Hertz am Physikalischen Institut der Technischen Hochschule Karlsruhe mit Lehrauftrag für Physik und Elektrotechnik. Dieser Hochschule, deren Rektor er in den Jahren 1900 und 1901 war, blieb er bis an sein Lebensende 1922 verbunden.
Nach 1912 wurde Lehmann mehrfach für den Nobelpreis vorgeschlagen, ohne ihn allerdings je zu erhalten. Im Jahr 1891 wurde er zum Mitglied der Leopoldina gewählt. 1909 wurde er außerordentliches Mitglied der Heidelberger Akademie der Wissenschaften und im Dezember 1912 korrespondierendes Mitglied der Académie des sciences in Paris. Lehmann war Ehrenmitglied der Karlsruher Burschenschaft Tulla.
Sein Sohn Karl Otto (1903–1976) studierte in Karlsruhe Elektrotechnik und wurde später dort auch Professor.

## Flüssige Kristalle
Lehmanns wissenschaftliches Lebenswerk lässt sich zusammenfassend beschreiben mit dem Titel seines 1904 in Leipzig erschienenen Hauptwerks: Flüssige Kristalle. Seit den 1870er Jahren untersuchte Lehmann systematisch Kristallwachstum und Modifikationsänderungen kristalliner Substanzen. Er benutzte dazu unter anderem ein von ihm 1877 entwickeltes und 1884 und 1890 verbessertes Kristallisationsmikroskop. Dieses Mikroskop setzte er ebenfalls zur Untersuchung der inneren Struktur von Körpern ein. Seine 1888/89 in Leipzig erschienene Molekularphysik fasst das gesamte damalige Wissen über die Physik der Materie zusammen. So zeigte Lehmann unter anderem auf, „daß, wenn man mit den auf einen festen Körper wirkenden Kräften über die Elastizitätsgrenze hinausgeht, Formveränderungen der Körper eintreten, welche man im wesentlichen als ein Überwinden der Starrheit, als ein langsames Fließen ähnlich dem Fließen der Flüssigkeit ansehen kann.“ Er hatte bereits 1877 beobachtet, dass die „zähflüssige Modifikation des Jodsilbers unter Umständen oktaedrische Gestalt hat.“
1888 berichtete der österreichische Botaniker und Chemiker Friedrich Reinitzer (1857–1927) von der Deutschen Technischen Hochschule in Prag, dass er beim Erhitzen und anschließendem Abkühlen zweier Substanzen im polarisierten Licht prächtige Farberscheinungen und das gleichzeitige Auftreten von Kristallen und amorpher geschmolzener Masse beobachtet habe. Reinitzer hatte Cholesterinbenzoat entdeckt und dabei festgestellt, dass diese merkwürdige Substanz bei 145 °C schmilzt, aber erst bei Temperaturen über 179 °C zu einer klaren Flüssigkeit wird. Bei Temperaturen über 145 °C und unter 179 °C sieht der Stoff milchig trübe aus. Lehmann untersuchte diese so genannten Reinitzerschen Präparate und erkannte, dass Cholesterinbenzoat und das von ihm untersuchte Jodsilber zwischen der flüssigen und festen auch noch eine dritte Phase besitzen und in dieser Zwischenphase identische Verhaltensweisen wie etwa eine starke Doppelbrechung unter dem Polarisationsmikroskop zeigen. Lehmann begann mit der systematischen Untersuchung der Substanzen und findet in der Folge mehr als 100 Stoffe mit ähnlichem Verhalten. Lehmann nannte diese Stoffe „fließende Kristalle“.
1891 begründete Lehmann die nach ihm benannte Kristallanalyse. Er verglich eine bekannte Verbindung mit der zu untersuchenden auf identische Eigenschaften. Dazu benutzte er das von ihm konstruierte Kristallisationsmikroskop. Nach Lehmann unterscheiden sich kristalline von amorphen Körpern dadurch, dass amorphe Körper keine Wachstumsrichtung aufweisen. 1904 veröffentlichte Lehmann als Zusammenfassung seiner Forschungsergebnisse sein Werk Flüssige Kristalle. Bis zu seinem Tode im Jahre 1922 blieben die flüssigen Kristalle zentrales Thema seiner Forschungen. Otto Lehmann hinterließ mit diesem Thema ein für die damalige Zeit nahezu völlig erforschtes Kapitel der Physik. Aber eine technische Anwendung für die von ihm entdeckten Phänomene gab es zunächst nicht. So gerieten die „flüssigen Kristalle“ und ihr Entdecker für nahezu sechzig Jahre mehr oder weniger in Vergessenheit.

## LCD
Erst Ende der 1960er Jahre begann man erneut, sich intensiv mit Lehmanns flüssigen Kristallen zu beschäftigen. 1971 stellte der Schweizer Chemiekonzern F. Hoffmann-La Roche erste Prototypen von Flüssigkristallanzeigen nach dem Prinzip der nematischen Drehzelle (LCD=Liquid Crystal Display) mit organischen Flüssigkristallen her (Schadt-Helfrich-Zelle. Flüssigkristalle zeichnen sich dadurch aus, dass innerhalb eines Temperaturbereichs (circa −20 °C bis +70 °C) zwischen der normalen flüssigen und der festen Phase ein flüssiger Zustand gegeben ist, in dem sich die Moleküle dieser Stoffe in mindestens einer räumlichen Richtung (nematische Phase) oder zusätzlich in Schichten (smektische oder cholesterische Phase) einheitlich orientieren. Die einzelnen Schichten sind gegeneinander und in sich verschiebbar und drehbar. Die Gesamtheit dieser Phasen zwischen isotroper Flüssigkeit und Festkörper heißt Mesophase. Wie in einem Kristall führt die Ordnung der Moleküle hier zu optischen Effekten (Doppelbrechung, Polarisation des Lichts usw.) Beim LCD wird durch Anlegen elektrischer Felder die Molekülstruktur in der Mesophase so beeinflusst, dass sich die Lichtbrechung des Flüssigkristalls reversibel ändert, das heißt, der Flüssigkristall nach dem Abschalten des elektrischen Feldes wieder in seinen Ursprungszustand zurückkehrt. Optisch wirkt sich dieses Verhalten im polarisierten Licht zum Beispiel als Helligkeitskontrast aus, wodurch eine Anzeige von Ziffern oder Buchstaben möglich wird. Vorteil dieser Flüssigkristallanzeige ist die extrem geringe elektrische Leistung im Bereich von wenigen µW/cm², die zum Betrieb eines solchen Displays benötigt wird. Nachdem man die Probleme, die sich aufgrund der elektrischen Ansteuerung in so genannten „Passiv-Matrix-Anzeigen“ (z. B. niedriger Kontrast, reduzierter Sehrichtungsbereich, lange Schaltzeiten) ergeben, durch die Active-Matrix-Ansteuerung gelöst hatte, tauchten Flüssigkristallanzeigen Mitte der 1970er Jahre erstmals in Digitaluhren als technische Anwendung auf. Mittlerweile sind sie weit verbreitet bei allen möglichen technischen Anwendungen. Sie sind preiswert und benötigen kaum elektrische Energie. Nach der Art, wie sie ihre jeweiligen Bilder bzw. Pixel (=picture elements) erzeugen, unterscheidet man zwischen TN (=Twisted Nematic)-, STN (=Super Twisted Nematic)-, D-STN (=Double Super Twisted Nematic)-Displays oder sogenannten TFT (=Thin Film Transistor)-Displays. Bei TFT-LCDs wird jedes Pixel durch einen eigenen Transistor angesteuert.

## Otto-Lehmann-Stiftung
Seit 1998 verleiht eine Otto-Lehmann-Stiftung einen nach dem bedeutenden Physiker benannten Preis zur Förderung wissenschaftlicher Arbeiten von Nachwuchskräften auf dem Gebiet der Flüssigkeitskristallanzeige. Der Siegeszug und die Verbreitung von tragbaren Rechnern im Notizbuchformat mit Flüssigkeitskristallanzeige und der Umstand, dass heute kaum eine Maschine, ein elektrisches Gerät oder eine technische Anwendung ohne ein LCD auskommt, ist der sinnfälligste Beweis für die enorme technische und wirtschaftliche Bedeutung der Entdeckungen Otto Lehmanns.

## Werke
- Selbstanfertigung physikalischer Apparate. Leipzig 1885.
- Molekularphysik. 2 Bände (1888/89). Leipzig.
- Die Kristallanalyse. Leipzig 1891.
- Elektricität und Licht. Braunschweig 1895.
- Flüssige Krystalle. Leipzig 1904.
- Die scheinbar lebenden Krystalle. Eßlingen 1907.
- Die wichtigsten Begriffe und Gesetze der Physik. Berlin 1907.
- Das Kristallisationsmikroskop und die damit gemachten Entdeckungen insbesondere die der flüssigen Kristalle. Aus der Festschrift der Fridericiana zum 53. Geburtstage Sr. Königl. Hoheit des Grossherzogs Friedrich II. von Baden. Vieweg, Braunschweig 1910.
- Flüssige Kristalle und ihr scheinbares Leben. Forschungsergebnisse dargestellt in einem Kinofilm. Voss, Leipzig 1921.